# Christopher Sholes
Christopher Latham Sholes (Condado de Montour, 14 de Fevereiro de 1819 — Milwaukee, 17 de fevereiro de 1890) foi um inventor estadunidense e o desenvolvedor do layout de teclado QWERTY.

## QWERTY

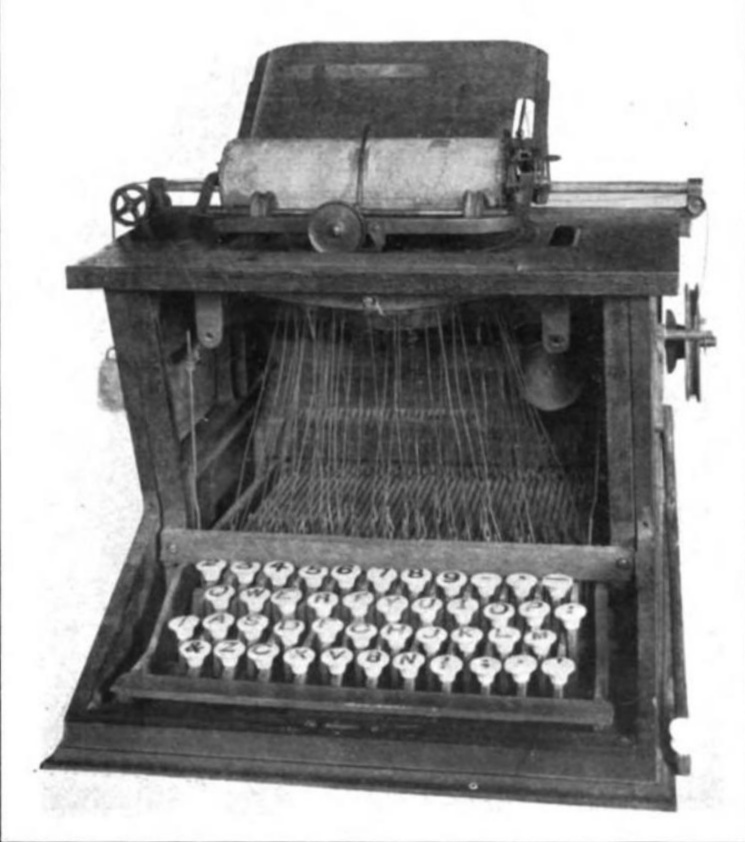
Máquina de escrever Sholes, 1873. Buffalo History Museum

QWERTY é o nome dado ao teclado que ele inventou (e ainda hoje em uso) por causa do arranjo em que as primeiras letras se encontram. Havia um modelo chamado Caligraph que continha todas as letras duas vezes, uma maiúscula e outra minúscula. Só mais tarde é que sairiam as com a tecla SHIFT para alternar entre uma e outra. As primeiras máquinas digitavam apenas em maiúsculas.
Uma lenda sobre o teclado QWERTY e que ainda hoje causa "confusão" sobre se é verdade ou não, é que Sholes desenvolveu a sequência de letras como é hoje para que se escrevesse mais devagar, já que escrevendo com velocidade da maneira que as teclas eram organizadas anteriormente, os braços com as letras enganchavam muito. Ninguém tem certeza se ele fez isso mesmo para reduzir a velocidade de digitação. Mas, com a organização anterior das letras, os braços da máquina de escrever enganchavam bastante.

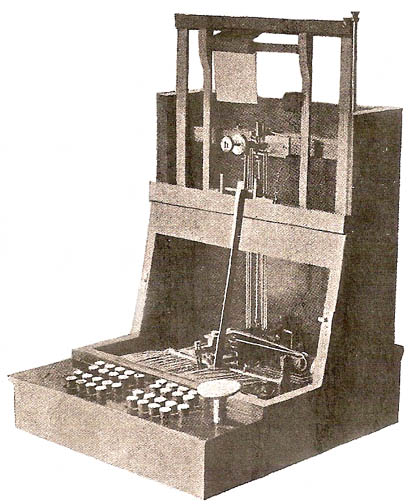
Pterotype de John Pratt, a inspiração para Sholes em julho de 1867, uma versão próxima ao modelo de estoque defendido pelo colega inventor Frank Haven Hall.

A grande revolução mesmo que a máquina de escrever proporcionou - além, é claro, de se poder escrever mais rapidamente que à mão - foi que as mulheres ganharam seu primeiro trabalho valorizado. O número de mulheres empregadas subiu espantosamente e isso produziu uma demanda incrível por especialização em digitação.

## Protótipo da máquina de escrever
O inventor do protótipo da máquina de escrever foi o padre brasileiro, o paraibano Francisco João de Azevedo, que no Brasil é amplamente reconhecido. Sua notável invenção era um móvel de jacarandá equipado com teclado de dezesseis tipos e pedal, com aparência de um piano. Cada tecla de sua máquina acionava uma haste comprida com uma letra na ponta. Combinando-se duas ou mais teclas era possível reproduzir todo o alfabeto, além dos outros sinais ortográficos. O pedal servia para o datilógrafo mudar de linha no papel. A máquina era um sucesso por onde passava e em uma exposição do Rio de Janeiro, em 1861, na presença do imperador Pedro II, o padre recebeu uma medalha de ouro dos juízes em reconhecimento a seu projeto revolucionário.